# Алієв Енвер Алійович
Енвер Алійович Алієв (5 серпня 1927 — 23 травня 2017) — кримськотатарський радянський механізатор, депутат Верховної Ради СРСР трьох скликань. Герой Соціалістичної Праці (1973).

## Життєпис
Народився 5 серпня 1927 року у Сімферополі (район старовинної мечеті «Сейіт-Сеттар»), будинок зберігся дотепер, нині вул. Пошивальникова, будинок 5. Батько — Алі Абдулганієв (1899—1944) був візником, володів диліжансами, фаетонами; у 1935 році передав усе майно Радянській владі, ставши керівником артілі фаетонщиків, а пізніше — фарбувальної артілі «МалярКисть», у квітні 1944 року відправлений до трудової армії на будівництво нафтопереробного заводу у місті Гур'єв, Казахстан. Мати — Муневер Тагаєва — працювала у друкарні. У сім'ї було четверо дітей, крім Енвера — сестра і двоє молодших братів.
У роки німецько-фашистської окупації Енвер дивом уникнув відправлення на примусові роботи до Німеччини. У травні 1944 року сім'ю Алієвих депортували до Узбекистану: спочатку у підсобне господарство військового заводу, потім — у радгосп імені П'ятиріччя Узбекистану Нижньочирчицького району Ташкентської області. До 1955 року Енвер Алієв працював у радгоспі простим трактористом, потім, у складі п'ятьох кращих трактористів, відправлений навчатися до Ташкенту, у технікум «Трудові резерви» за спеціальністю «механізатор широкого профілю».
У 1958 році в Узбекистані у землеробських господарствах почали організовувати комплексні механізовані ланки і бригади. Енвера призначили бригадиром ланки, потім — механізованої комплексної бригади. У його розпорядженні було 182 га бавовняного поля, 3 просапних, 2 транспортних і 1 гусеничний трактор, 3 бавовнозбиральних комбайна і 14 працівників. Бригаду переведено на госпрозрахунок.
Починаючи з 1960-х років Енвер Алієв неодноразово зустрічався з першим секретарем ЦК КП Узбекистану Шарафом Рашидовим і здобув його повагу. Був у складі комісії Ташкентського обкому партії, яка щорічно виїжджала з перевірками стану бавовняних сільгоспугідь по області. Радгосп імені П'ятиріччя Узбекистану, в якому він працював, був на особливому рахунку, першочергово забезпечувався новою технікою, пальним і таким іншим. На ВДНГ продукція радгоспу заробила золоту, срібну, дві бронзові медалі.
Депутат Ради національностей Верховної Ради СРСР 8-10 скликання (1970—1984) від Янгіюльського виборчого округу № 131 Узбецької РСР. Член Комісії з питань транспорту та зв'язку Ради Національностей. Як депутат, брав участь у різних урядових прийомах — зокрема, зустрічав генерального секретаря ЦК КПРС Горбачова, коли той приїхав до Ташкента перед своїм візитом до Індії. Неодноразово виступав на телебаченні, давав інтерв'ю про бавовництво і свою працю. У 1973 році, коли ініціативна група кримських татар направила до Москви лист з вимогою відновити свій народ у правах, передав його до Секретаріату ЦК КПРС. Пізніше захищав право кримських татар на повернення перед керівництвом КП Узбекистану.
Мав особисті зустрічі з генеральним секретарем ЦК КПРС Брежнєвим Л. І. та кубинським лідером Фіделем Кастро.
Депутат Верховної Ради Узбецької РСР, член Президії Верховної Ради Узбецької РСР. Член КПРС з 1966 року; делегат XXVI з'їзду КПРС. Був делегатом XVIII з'їзду профспілок СРСР (24-28.02.1987).
У 1987 році вийшов на пенсію, став персональним пенсіонером республіканського значення. У квітні 1990 року переїхав з родиною на батьківщину до Криму, оселившись у селі Первомайському Сімферопольського району.
Був делегатом Другого курултаю кримськотатарського народу, який скликався у 1991 році.

## Нагороди та звання
- Герой Соціалістичної Праці (1973);
- Два ордена Леніна (1972 і 1973);
- Медаль «За доблесну працю. В ознаменування 100-річчя від дня народження Володимира Ілліча Леніна» (1970);
- Інші медалі;
- Почесна грамота Президії Верховної Ради Узбецької РСР (1965);
- Заслужений наставник молоді УзССР.

## Сім'я
- Син Алієв Алі Енверович — вчений, фізик, доктор фізико-математичних наук, винахідник плаща-неведимки.